# Hôtel de ville d'Audenarde

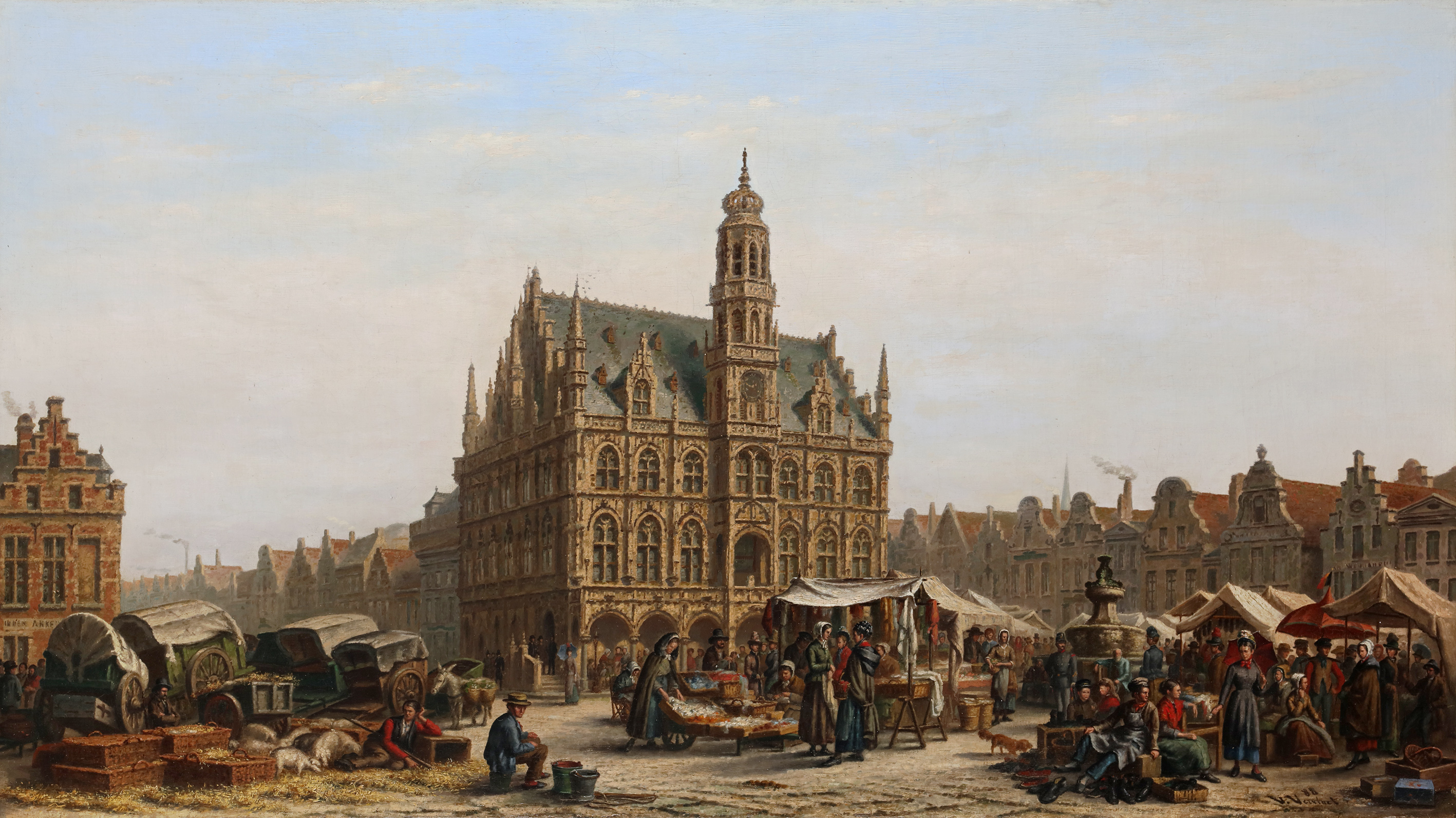
L'hôtel de ville d'Audenarde, tableau de (1829-1904)

L'hôtel de ville d'Audenarde est un édifice civil bâti en style gothique brabançon par l'architecte bruxellois Hendrik van Pede (nl) entre 1526 et 1536 sur la place du Marché (Markt) de la ville belge d'Audenarde.

## Historique
En 1525, la maison des échevins d'Audenarde, attenante à la halle aux draps, menace ruine. Par nécessité, mais aussi par envie d'un nouveau bâtiment plus beau et plus adapté, les édiles de la ville choisissent l'architecte bruxellois Hendrik van Pede (nl) pour la construction d'un nouvel hôtel de ville sur l'emplacement de la maison échevinale.

## Description

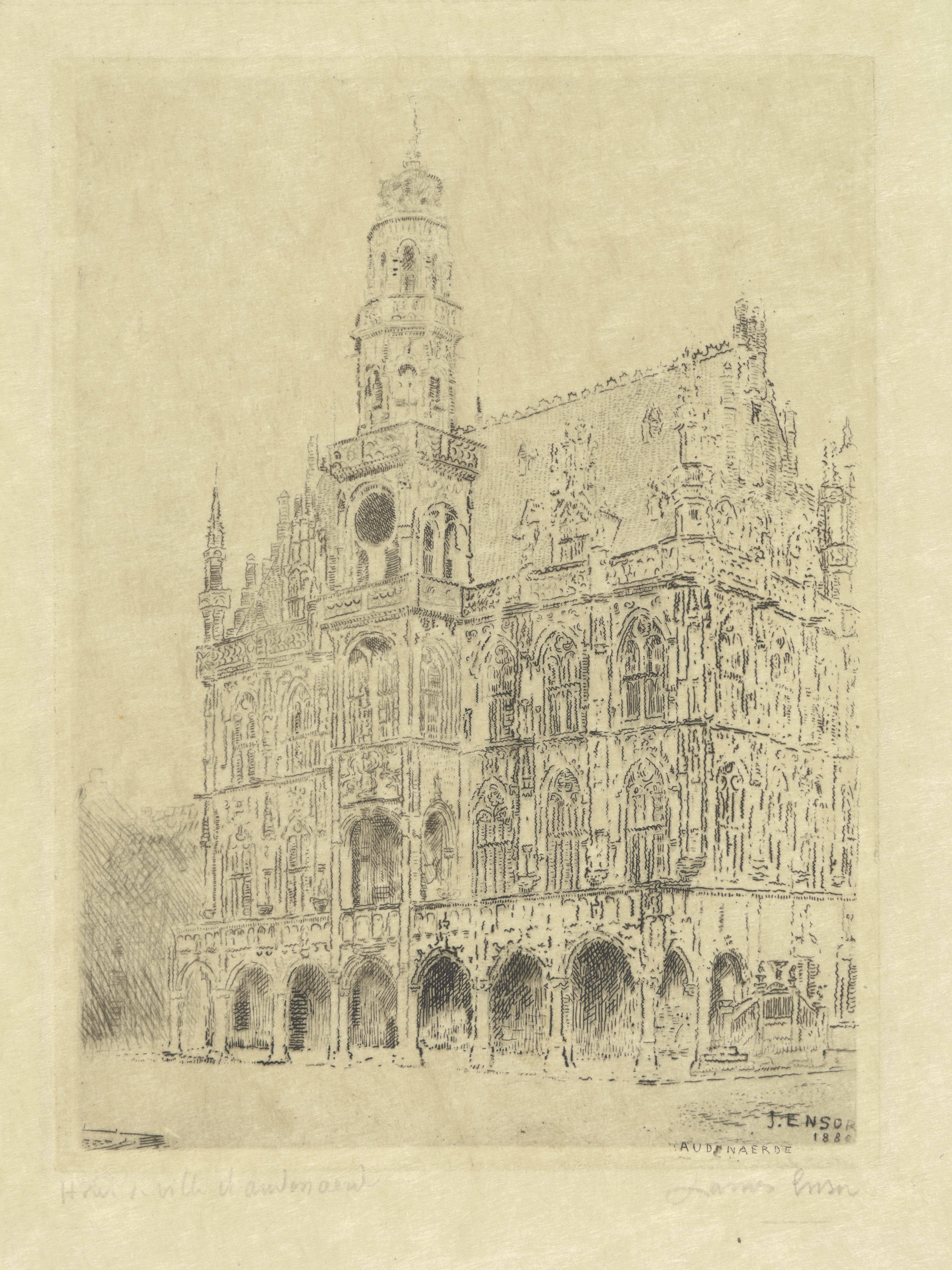
L'hôtel de ville d'Audenarde, estampe de James Ensor (1888), conservée au Mu.Zee d'Ostende

### Extérieur
Le plan original de Hendrik van Pede n'est pas suivi à la lettre : la construction en U est remplacée par une construction en L. La façade droite, du côté de la Nederstraat, n'est pas complétée. Cette façade, composée de deux étages surmontés d'un rempart en calcaire de Tournai, contient des parties visibles de l'ancienne maison échevinale. Les deux travées attenantes, à l'extrême droite (construction en forme de tour), avec leurs fenêtres à barreaux, datent de 1509-1510. 
On sait que l'ancienne maison échevinale possédait un beffroi, que la façade avant donnait sur la Hoogstraat et qu'elle était entourée de plusieurs maisons du côté du Marché. La halle aux draps attenante en pierre bleue comporte deux étages. Le rez-de-chaussée servait à l'origine d'entrepôt pour le matériel et les armes de lutte contre les incendies, et le premier étage d'espace d'exposition et de vente. Différents matériaux ont été utilisés dans la construction de l'hôtel de ville : brique (ossature), grès de Balegem (façade), brique silico-calcaire d'Écaussinnes (treillis des fenêtres, colonnes de la galerie à arcades, de la cale, de la cuisine et de la réserve à céréales), pierre d'Avesnes (sculpture fine), bois de la région de Mons, fer d'Espagne, plomb et feuille d'or (6 500 feuilles) d'Anvers.

### Beffroi
Au sommet de l'hôtel de ville se trouvent la couronne impériale et une statue en bronze du héros folklorique local Hanske de Krijger (nl). Selon la légende, Hanske, le garde de la ville, devant guetter l'arrivée de l'empereur Charles Quint, s'est endormi lors de sa garde. À son arrivée aux portes de la ville, l'empereur trouve porte close. Il conseille alors aux habitants d'Audenarde d'acheter des lunettes pour leur garde municipal. Ces lunettes figurent encore aujourd'hui sur les armoiries de la ville.
Le beffroi d'Audenarde a été reconnu comme site du patrimoine mondial par l'UNESCO le 1er décembre 1999 (dans le cadre de l'inscription du groupe Beffrois de Belgique et de France).
Lors d'une restauration récente, les sculptures des tours ont été remplacées par des répliques en pierre du nord de la France, réputées plus résistantes à la pollution de l'air.

### Musée
L'hôtel de ville d'Audenarde abrite le MOU Museum (nl) (Musée d'Audenarde et des Ardennes flamandes). Y sont exposées une collection de tapisseries (ou verdures) d'Audenarde, d'argenterie locale et européenne et de tableaux.

### Salles

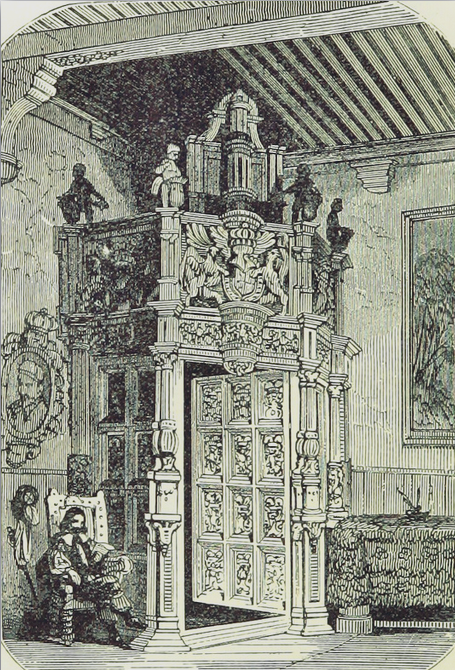
Portail de Pauwel van der Schelden pour accéder à la Schepenzaal

Les salles les plus importantes de l'hôtel de ville sont la Volkszaal (Salle du Peuple) avec son plafond et sa cheminée remarquables, la Schepenzaal (Salle des Échevins) et ses peintures de visiteurs célèbres de la ville d'Audenarde, comme Marguerite de Parme, l'Opperwachtenkamer (Chambre du Chef de Garde) et la Zilverkamer (Chambre d'Argent).

### Halle aux draps
Attenante à l'hôtel de ville, la halle aux draps date du xive siècle et a été modifiée au xviie siècle.

## Réplique
Le pavillon belge de l'Exposition universelle de 1900 à Paris était une réplique de l'hôtel de ville d'Audenarde. La structure en béton armé était l'œuvre de François Hennebique et a marqué la consécration de ce matériau de construction.